# Wolfenstein (jeu vidéo)
Pour un article plus général, voir Wolfenstein (série de jeux vidéo).
Wolfenstein est un jeu vidéo de tir à la première personne développé par Raven Software sur le moteur id Tech 4 d’id Software et édité par Activision en août 2009. Le joueur incarne une nouvelle fois le célèbre B. J. Blazkowicz dans un univers fantastique basé sur la Seconde Guerre mondiale. Le jeu est une suite de Return to Castle Wolfenstein.
Le jeu a connu des critiques mitigé et un échec commercial. Et a cause des faibles ventes du jeu (seulement 100 000 copies vendues lors du premier mois de sa sortie[réf. nécessaire]), Activision a licencié des employés de Raven Software.
Le jeu n'est plus disponible en version numérique sur le Xbox Live, le Playstation Network et Steam depuis 2014 en raison de problèmes de droits entre Bethesda et Activision.

## Histoire
L'histoire se déroule en 1944, quelque temps après l'échec de l'Opération Résurrection et du projet Übersoldat. L'agent B.J. Blazkowicz est envoyé par l'O.S.A. saboter le navire de guerre Tirpitz qui a pour but de tirer des obus sur Londres. Alors que B.J. combat les nazis, il tombe sur un médaillon mystérieux. Le médaillon lui sauve la vie quand il met en place un bouclier face à lui et réussit à le protéger d'une grêle de balles nazies. Ainsi l'agent B.J. s'échappe du cuirassé et accomplit sa mission. Néanmoins, il demeure très intéressé par les pouvoirs étranges du médaillon. Au cours d'une réunion au siège de l'O.S.A., il apprend que le médaillon a besoin de cristaux appelés Nachtsonne (que l'on trouve seulement dans la ville d'Isenstadt) pour utiliser sa pleine puissance. Mais les nazis sont déjà à la recherche de ces cristaux. Le chef de l'excavation est un général nazi nommé Victor Zetta. Blazkowicz est donc envoyé à Isenstadt. Toutefois, il s'avère que quand il y arrive, un mystérieux informateur prévient les nazis de son arrivée, démasquant ainsi sa couverture. B.J. rencontre des agents du Cercle Kreisau et, avec eux, se bat dans la gare contre les nazis et tous s'enfuient vers le centre-ville d'Isenstadt.
Plus tard, toujours à Isenstadt, il rencontre les frères Stephan et Anton Kriege. Ceux-ci contrôlent le marché noir de la ville, la zone où Blazkowicz peut mettre à niveau l'ensemble de ses armes et pouvoirs avec de l'or qu'il récupère au cours des missions. Il rencontre également la chef du Cercle Kreisau, une ancienne enseignante nommée Caroline Becker. Becker envoie Blazkowicz sur une mission dans un site de fouille où il trouve un jeune Russe nommé Sergei Kovlov. Il trouve aussi une copie exacte du médaillon qu'il a trouvé sur le navire de guerre nazi que Kovlov appelle le Médaillon de Thulé. Kovlov introduit Blazkowicz à l'Aube d'Or, un groupe d'universitaires qui se spécialisent dans les sciences occultes, dirigé par le Dr Leonid Alexandrov. Celui-ci apprend à B.J. comment utiliser le médaillon de Thulé. Avec un cristal que Kovlov donne à Blazkovicz, il est capable d'entrer dans le Voile, une barrière entre sa dimension et une dimension connue sous le nom de Soleil Noir. Plus B.J. complète de missions, plus il acquiert de nouvelles armes et de nouveaux pouvoirs pour son médaillon de Thulé. En fin de compte, il parvient à tuer le général Zetta, qui se révèle être une créature maléfique lorsque Blazkowicz le regarde à travers le Voile. Le marché noir, le Cercle Kreisau et l'Aube d'Or ont tous déménagé vers un nouvel emplacement dans Isenstadt.
Peu de temps après le déménagement, Caroline Becker est capturée et retenue dans un château à proximité. Blazkowicz aide le Cercle Kreisau lors d'une mission de sauvetage. Il s'avère que Wilhelm Strasse (ex-leader du projet Übersoldat) est devenu le remplaçant de Zetta, et est avide de vengeance après les événements de Return to Castle Wolfenstein. Pendant un combat, Caroline est tuée par l'officier Hans Grösse (vu dans Wolfenstein 3D). Strasse s'enfuit avec Grösse.
Après que Blazkowicz soit revenu à Isenstadt, on apprend qu'Anton Kriege est la taupe et Stephan finit par l'abattre. Enfin, Blazkowicz se faufile à bord d'un Zeppelin et apprend que la super arme nazie, propulsée par l'énergie du Soleil Noir, se prépare à tirer. Sur elle, il découvre que le Dr Alexandrov est un traître lui aussi, et qu'il a travaillé avec Anton Kriege. Le Dr Alexandrov finit par être trahi par Strasse, et se fait abattre par Hans Grösse. Les deux nazis s'en vont dans la dimension du Soleil Noir afin de préparer l'arme. Blazkowicz les poursuit, mais il s'avère que Strasse l'attendait et a pris « certaines précautions ». Hans Grösse a revêtu un costume équipé de deux canons (recréant ainsi son autonomie antérieure Wolfenstein 3D) et un médaillon de Thulé identique à celui de Blazkowicz. Blazkowicz tue Hans Grösse en brouillant les cristaux de son médaillon et détruit le Zeppelin, interdisant effectivement d'accéder au Soleil Noir. En raison de quoi, son médaillon de Thulé perd ses pouvoirs et est désormais inutile. Isenstadt est libre de la domination nazie et le Cercle Kreisau va prendre le relais pour assurer la lutte contre les derniers nazis présents dans la région. Blazkowicz espère que Strasse a été tué lors du crash du zeppelin même s'il n'en a aucune preuve. Hélas, plus tard, il s'avère que Strasse a survécu.

## Personnages
- Agent/Capitaine B.J. Blazkowicz: Homme d'action et espion respecté par ses pairs, il a déjà démontré par le passé son aptitude au combat (durant les évènements de Return to Castle Wolfenstein).
- Caroline Becker: Chef de la résistance au sein du Cercle Kreisau. Méfiante au premier contact, elle fera de plus en plus confiance à B.J tout au long du jeu, en lui confiant des missions "sensibles".
- Erik Engle: Le "Second" de Caroline Becker dans la hiérarchie de la résistance. Il a, dès le départ, une confiance totale en Blazkowicz. Il prendra la direction du Cercle Kreisau lors de la mort de Caroline.
- Sergei Kovlov: Un jeune Russe étudiant les "artefacts" de la civilisation Thule, il appartient à "L'Aube d'Or", un groupe chargé d'étudier les sciences occultes pour percer les mystères de la civilisation Thule. Il va initier Blazkowicz aux secrets du "Voile" et du "Soleil Noir", il lui apprendra également à se servir du médaillon Thule et lui donnera de précieuses informations sur les cristaux "Nachtsonne".
- Dr Alexandrov: Le Chef du groupe de "L'Aube d'Or". Il donnera des missions a Blazkowicz, mais se révélera être un traître à la solde des Nazis. Il sera trahi par les Nazis et tué par Hans Grosse.
- Stephan et Anton Kriege: Ce sont les frères qui dirigent le Marché Noir dans la ville d'Isenstadt. Vous pourrez vous approvisionner en armes, les faire évoluer et acheter des munitions chez eux.
- Général Victor Zetta: Le Général Nazi qui dirige la section S.S à Isenstadt. C'est un haut-dignitaire de la division paranormale des S.S. Il sera combattu comme "Boss final" Dans la Conserverie.
- Général Wilhelm “Totenkopf” Strasse:  Le Général Nazi qui remplacera Zetta, à sa mort. Il est aussi à la tête de la division des Projets Spéciaux des S.S. Strasse veut prendre sa revanche sur Blazkowicz à la suite des événements de Return to Castle Wolfenstein, durant lesquels Blazkowicz avait ruiné ses plans de fabrication de Super-Soldats (Übersoldat). Il dirige un groupe chargé de fabriquer des armes Nazies, à partir de l'énergie du "Soleil noir".
- Hans Grosse: L'homme de main de Strasse. Doté d'une musculature et d'une force incroyable, il tuera Caroline Becker et deviendra un monstre "Boss de Fin" à la suite du rayonnement du "Soleil Noir", via le portail Thule.

## Ennemis
- Geist bleus, inoffensifs et passifs. En tuer plusieurs en un temps très court, déclenche l'apparition des Geist Rouges, agressifs et dangereux, en plusieurs vagues.

Tuer un Geist bleu à proximité d'un groupe de soldats allemands, permet de les tuer par un arc d'énergie (éclair) projeté entre les Geist et les soldats.
- Wehrmacht soldier, présents en permanence dans la ville d'Isenstadt, équipés de MP40 ou en poste-mitrailleuse MG42. Les snipers sont équipés avec le Kar 98.
- Soldats S.S, équipés de MP43, un peu plus difficile à combattre.
- Heavy Trooper, équipés d'un "Canon à Particules". (Mission : Église).
- Scribe, possèdent les pouvoirs de contrôle temporel et du pouvoir de bouclier (ils projettent l'énergie du bouclier sur les soldats).
- Gemaï (sniffers), dirigés par les Scribes, les Gemaïs sont des soldats volontairement exposés aux radiations du voile lors d'expérimentations, pour détecter l'énergie du soleil noir.
- Despoiled, Squelette d'un officier Nazi créé par l'énergie du Voile . 2 classes : Verts (Mission : Église/ Mini-Boss) , Rouge : (Mission : Aérodrome).
- Elite Guard, escouade S.S de femmes soldats. 2 classes : Blondes et Brunes, elles ont la faculté de faire renaître les soldats morts en "Despoiled" . (Mission : QG des S.S).
- Assassins du voile, peuvent se rendre invisible et frapper en toute discrétion (Mission : Hôpital).
- Drache Trooper, équipé d'un lance-flamme (Flammenwerfer) (Mission : Conserverie).
- Rocket Trooper, possédant un "Jet-Pack" leur permettant de voler, ils sont équipés d'un lance-roquette (Mission : Château)
- Altered, Boss de fin de niveau (Mission : Hôpital).
- Gueist Queen, Boss de fin de niveau (Mission : Château).
- Général Zetta, Boss de fin de niveau (Mission : Conserverie).
- Hans Grösse, Boss de fin de jeu.

## Les armes
- MG42
- MP40
- MP43
- Kar 98k
- Panzerschreck
- Grenade
- Lance-flammes (Flammenwerfer)
- Canon à Particules
- Fusil Tesla
- Leïchenfaust 44
- Masse
- Hache
- Pioche
- Flakvierling 38 (Canon automatique tir rapide DCA)

## Médaillon Thule
Vestige de l'ancienne civilisation des Thule, adorateurs du "Soleil Noir", le médaillon Thule apporte une aide substantielle au héros lors de son aventure.
Grâce aux Cristaux "Nachtsonne", trouvés lors de la progression du héros;  B.J. Blazkowicz peut améliorer les pouvoirs du Médaillon
- Cristal Bleu :   Pouvoir de rentrer dans le voile et d'utiliser des portails Thule
- Cristal Jaune : Permet de ralentir le temps, avec un effet (Bullet time), durant un délai court
- Cristal Bleu : Bouclier d'Énergie
- Cristal Rouge : Furie, permet d'avoir une puissance de tir multipliée

Des améliorations seront disponibles, grâce aux nombreux "Livres de Pouvoir" dissimulés dans des cachettes dans le jeu.
Ces améliorations permettront au héros de bénéficier d"une recharge du médaillon plus rapide, de voir à travers les murs, ou encore de pouvoir renvoyer les balles ennemies en activant le bouclier.

### Améliorations du médaillon

#### Voile
- Lumière intérieure : déblocage avec deux livres de pouvoirs, coût : 1 500 $ ; augmente la réserve de pouvoir du médaillon de 50 %
- Vision : déblocage avec quatre livres de pouvoirs, coût : 2 000 $ ;  permet de voir les ennemis à travers les murs
- Éclat intérieur : déblocage avec huit livres + Vision intérieure, coût : 1 500 $ ; augmente encore la réserve de pouvoir du médaillon de 50 % le portant a 100 % de la réserve d'origine.
- Harmonie : déblocage avec 16 livres + Vision Intérieure + Brillance intérieure, coût : 2 000 $; accroit la vitesse de régénération de la réserve de pouvoir du médaillon, hors utilisation des pouvoirs de celui-ci.

#### Contrôle Temporel
- Ralentisseur : coût : 1 500 $, permet à B.J de tirer et de se déplacer a vitesse normale, pendant l'utilisation du contrôle temporel.
- Cristal Cisaillant :  coût : 3 000 $, l'onde de choc produit par l'activation du pouvoir "Contrôle Temporel" détruit tout dans un rayon de quelques mètres, autour de B.J . Ce pouvoir désintègre instantanément tout soldat présent autour de lui.

#### Bouclier
- Réfléchisseur : coût : 1 500 $, Aléatoire le bouclier permet de renvoyer une attaque « hitscan » (tir de projectile) , vers les ennemis
- Cristal Réactif: coût : 3 000 $, lorsque le bouclier est activé, tout ennemi est désintégré instantanément au contact du bouclier; chaque ennemi désintégré puisant dans l'énergie du voile du médaillon.

#### Ultra-Puissance
- Cristal Perceur : coût : 1 000 $, donne la capacité de tuer un ennemi derrière un mur peu épais ou des caisses en bois.
- Cristal Pénétrant : coût : 2 000 $, donne la capacité de tuer un ennemi derrière n'importe quel type de matériau : métal, pierre, béton.

## Développement
Le jeu utilise le moteur graphique id Tech 4, utilisé entre autres dans le jeu Doom 3 (sorti en 2004) et dans le jeu Enemy Territory: Quake Wars.
Pour le jeu solo, le développement a été confié aux équipes de Raven Software pour les plateformes : Windows, Playstation 3 et Xbox 360.
Le développement du jeu multijoueur à quant à lui été confié au studio Endrant.
Raven Software a apporté quelques modifications techniques au moteur d'origine en y incluant : la profondeur de champ (Depth of Field) ; le Soft-Shadowing (Ombres douces), l'intégration du moteur physique 'Havok'.
Il n'a pas été prévu par id Software de faire un portage sous Linux du jeu selon Timothee Besset (responsable des portages Linux, chez id Software)

### Doublage en version française
Plusieurs acteurs et doubleurs reconnus dans le monde du doublage ont prêté leur voix, il s'agit des voix de :
- Patrick Béthune : B.J Blazkowicz
- Georges Caudron : Sergei Kovlov
- Marc Alfos : General Wilhelm “Deathshead” Strasse
- Marc Bretonnière : Courriers / documents Allemands
- Jacques Albaret :  Courriers / documents Allemands
- Jean-Pol Brissart : Dr Mahler (Courriers / documents Allemands)
- Érik Colin : Soldat Allemands
- Bruno Choël : Résistants
- : Erik Engle
- : Caroline Becker
- : Général Zetta
- : Hans Grösse
- : Résistants

### Influences
Le jeu intègre plusieurs références à d'autres médias, tel que le film "Hellboy" (Même contexte) ("assassins du voile" ressemblant fortement a Kroenen, dans le film).
Il est également beaucoup fait référence à la  Société Thulé, groupe d'occultistes durant la Seconde Guerre mondiale. Ses mythes racistes et occultistes inspirèrent le mysticisme nazi et l'idéologie nazie.
Dans le jeu, le Cercle de Kreisau est également mentionné, il a été l'un des éléments de la résistance allemande au nazisme.
La communauté qui fait des recherches sur l'occultisme dans le jeu est inspirée par l'Ordre hermétique de l'Aube dorée.

## Accueil

### Critiques
Ce troisième opus de la série, sorti dans une relative indifférence générale n'aura marqué ni la presse, ni les joueurs : la faute à un moteur graphique obsolète, un gameplay un peu trop basique ainsi qu'a un scénario trop pauvre pour être réellement intéressant.
Le point sur lequel les puristes se sont mis d'accord est le fait que la série ait perdu beaucoup de son identité, ce troisième Wolfenstein semblant n'être qu'un Medal Of Honor ou un Call of Duty de plus.

### Notation
- Jeuxvideo.com : Rédaction : 12/20, lecteurs : 15/20[4]
- Gamekult : 5/10[5]
- Jeuxvideo.fr : 5/10[6]